# Erich Sackmann

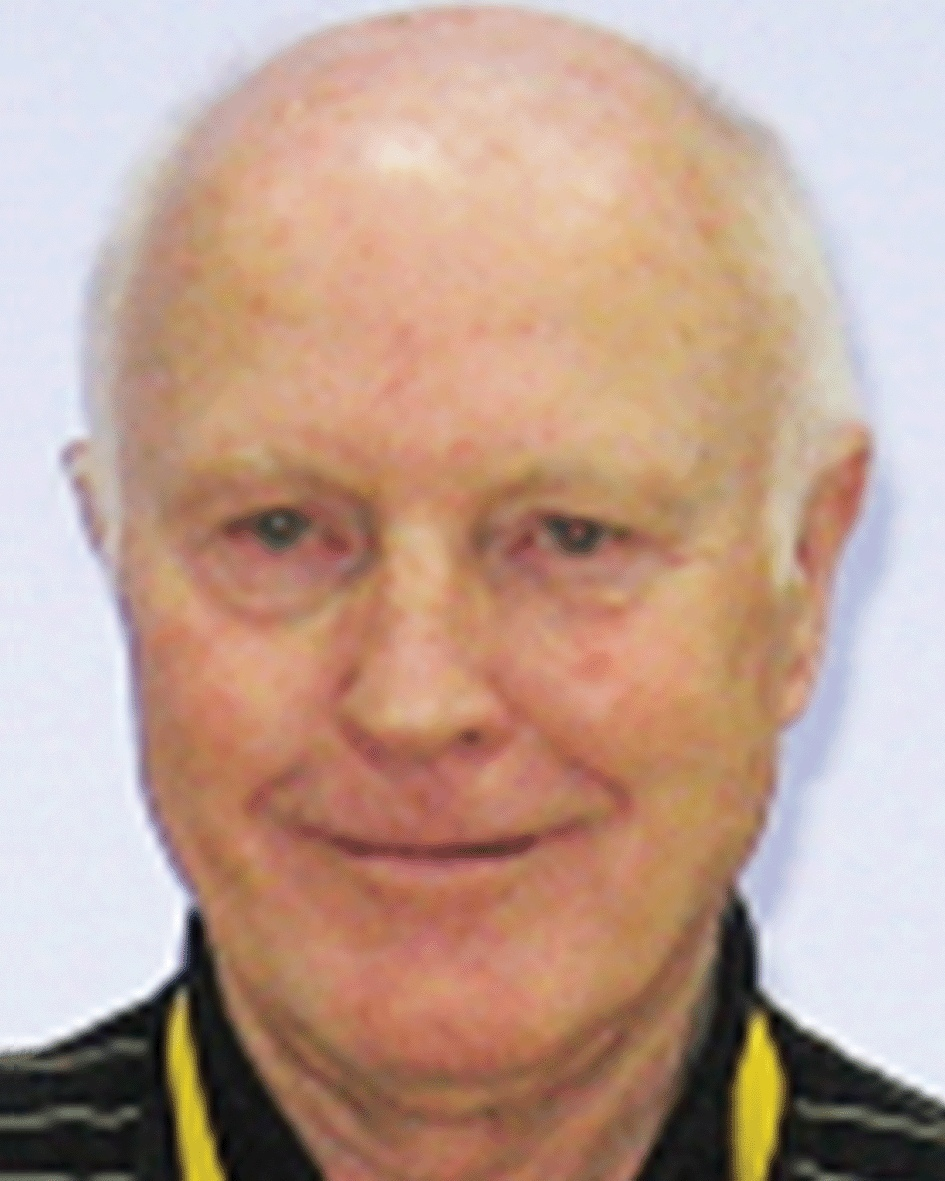
Erich Sackmann

Erich Sackmann (* 26. November 1934 in Baiersbronn; † 29. Mai 2024) war ein deutscher Professor für Experimentalphysik.

## Leben
Sackmann studierte an der Universität Stuttgart und promovierte dort 1964. Nach Aufenthalten an den Bell Telephone Laboratories in Murray Hill, N.J., USA und dem Max-Planck-Institut für Biophysikalische Chemie in Göttingen habilitierte er 1974 und bekam im selben Jahr eine Professur an der Universität Ulm. 1980 folgte er einem Ruf an die Fakultät für Physik der TU München.
Sackmann war einer der bedeutendsten und einflussreichsten Biophysiker Deutschlands. Auf dem Gebiet der Zellbiophysik, insbesondere der Erforschung von Lipidmembranen und der Mechanik des Zytoskeletts, legte er grundlegende Arbeiten vor. Der Untersuchung von Membranen dient auch ein Neutronenreflektometer an der Forschungs-Neutronenquelle Heinz Maier-Leibnitz, an dessen Entwicklung Sackmann maßgeblich beteiligt war.
Die Deutsche Physikalische Gesellschaft (DPG) würdigte Sackmann 2006 mit der Verleihung der Stern-Gerlach-Medaille, der höchsten DPG-Auszeichnung für Experimentelle Physik. In der Laudatio hieß es:

„[…] in Anerkennung seiner bahnbrechenden Resultate zum Verständnis der Dynamik von Membranen und Biopolymer-Netzwerken, der mechanischen Eigenschaften von Membranen sowie der Zell-Oberflächenwechselwirkung. Damit hat er die Physik der Biosysteme begründet.“

2001 erhielt er den Wolfgang-Ostwald-Preis. 2002 wurde er Fellow der American Physical Society.

## Schriften
- Haftung für Zellen. Mechanische Kräfte sind für die Zelladhäsion entscheidend (Preisträger-Artikel Stern-Gerlach-Medaille). In: Physik Journal. Band 5, Nr. 8/9, 2006, S. 27–34 (pro-physik.de).
- Mit Rudolf Merkel: Lehrbuch der Biophysik. Wiley-VCH, 2010, ISBN 978-3-527-40535-0.